# 코모로루세트
코모로루세트(Rousettus obliviosus)는 큰박쥐과에 속하는 박쥐의 일종이다. 코모로 제도의 토착종이다. 자연 서식지는 아열대 또는 열대 습윤 저지대 숲과 동굴, 농장 그리도 도시 지역이다. 서식지 감소로 멸종 위협을 받고 있다.